# Leroy Merlin
Leroy Merlin è un'azienda francese operante nella grande distribuzione, specializzata in: bricolage, fai-da-te, edilizia, giardinaggio, decorazione e arredo bagno.

## Storia

### La creazione e l'affermazione

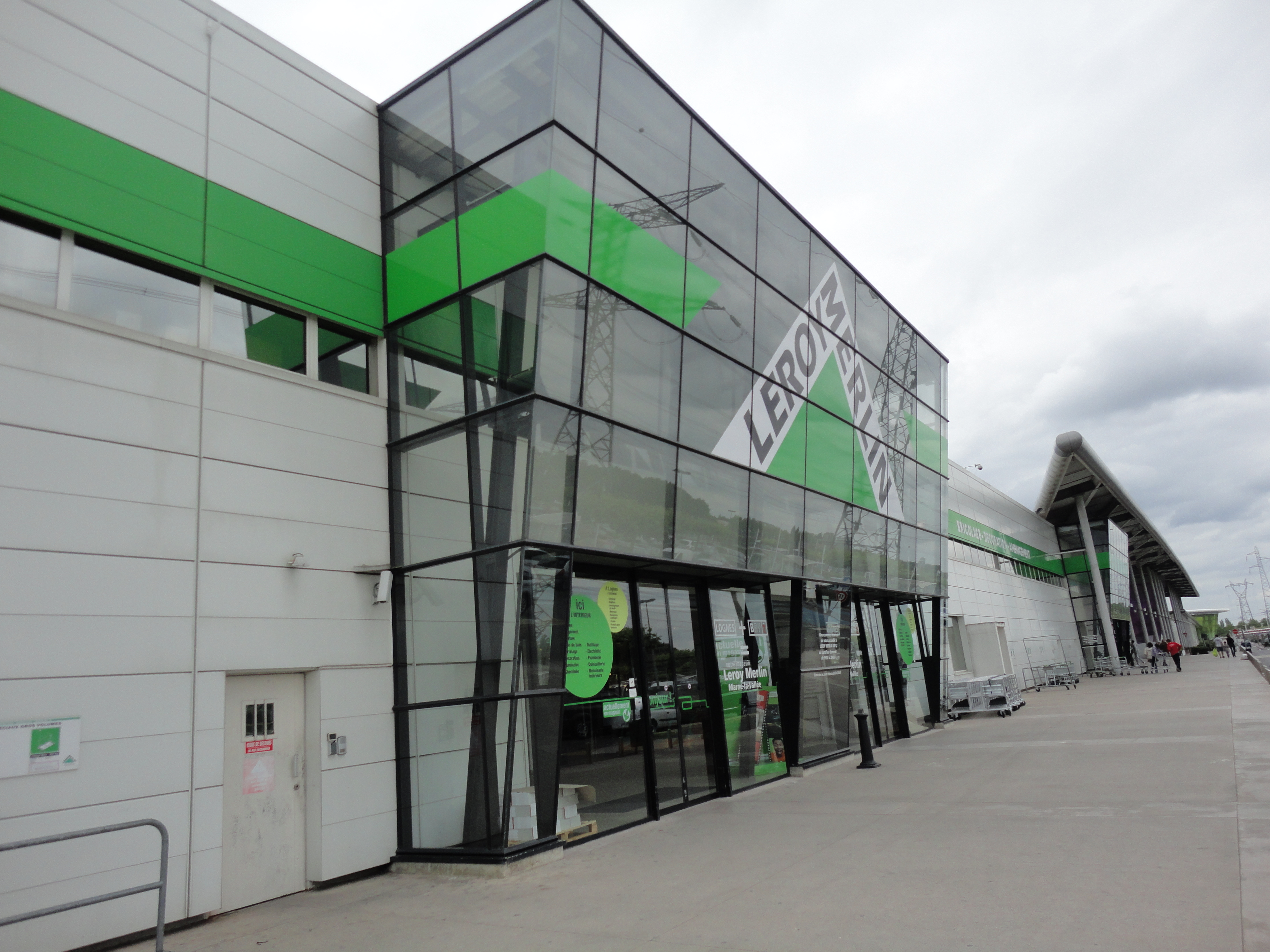
Un negozio Leroy Merlin a Torcy (Francia), 2012.

Nel 1923 i coniugi Adolph Leroy e Rose Merlin (quest'ultima di origine italiana) fondano a Nœux-les-Mines, nel Nord della Francia, un negozio con l'insegna Au Stock Américain come rivendita di residuati bellici della prima guerra mondiale (letti da campo, stoviglie di latta, coperte, sapone). Nel 1933 vengono messi in commercio kit di montaggio di case e materiali da costruzione.
A partire dal 1947 aprono il secondo ed il terzo negozio, ampliando la tipologia di prodotti e puntando su quello che oggi si chiamerebbe customer care e servizi post-vendita (autobus per i clienti, consegna gratuita entro 100 km); l'impresa conta cento dipendenti. Nel 1960 l'insegna Au Stock Américain diventa Leroy Merlin e inaugura il primo negozio self service con consegna gratuita a domicilio. Tra la fine degli anni sessanta e l'inizio degli anni settanta la catena si sviluppa notevolmente, grazie anche all'introduzione in tutti i negozi dell'innovativo sistema di vendita a libero servizio (o self service).

### La vendita ad Auchan
Nella seconda metà degli anni '70 Leroy Merlin arriva ad un totale di 30 negozi in Francia. È inoltre tra le prime aziende europee ad introdurre il codice a barre, che permette di gestire le proprie vendite per articolo, senza bisogno di applicare il prezzo su ogni singolo prodotto. Nel 1979 l'azienda dispone di 1400 dipendenti e fattura l'equivalente di 70 milioni di €. In questo stesso anno, i figli del fondatore decidono di vendere l'azienda a Gérard Mulliez, il fondatore di Auchan, che introdurrà numerose novità all'interno della catena. Negli anni '80 vengono infatti avviati i programmi interni di azionariato Valaction (che si svilupperà in quello che oggi è "ValAdeo") e di meeting per la crescita aziendale "Vision".

### L'internazionalizzazione ed ilGROUP Adeo
Dal 1989 al 2006 Leroy Merlin diventa un modello internazionale che raggruppa varie aziende autonome. Vengono avviate diverse partnership con altri marchi che verranno poi inglobati nel gruppo, come: Bricoman (1994), Bricocenter (1998), Aki (2003), Weldom e Dompro (2004). Nel 1989 viene aperto il primo negozio in Spagna, mentre nel 1996 sono inaugurati i primi negozi in Polonia e Italia. Nel 1998 l'azienda si espande in Brasile, nel 2003 in Portogallo e nel 2004 in Grecia, Russia e Cina. Nel 2010 apre il primo negozio in Ucraina, seguiti nel 2011 da quelli in Cipro e in Romania. Nel luglio 2006 nasce "Groupe Adeo", un'associazione intersocetaria che raggruppa e finanzia le attività della famiglia francese Mulliez. Leroy Merlin entra a far parte del gruppo come prima società, entrando in accordi con Bricoman, Auchan e le neonate Zodio e Kbane.
Nel 2020 nasce CasaTua, l'Azienda di ristrutturazioni di Leroy Merlin fondata con il Gruppo Renovars, di cui fa parte Facile Ristrutturare.

## Presenza nel mondo

Mappa che rappresenta la presenza di Leroy Merlin nel mondo

Leroy Merlin fa parte della galassia di Groupe ADEO, che riunisce altri marchi, tra i quali: Aki, Bricocenter, Bricoman, Dompro, Weldom e i successivi Zodio e Kbane. Groupe ADEO nel 2017 risultava il primo player francese nel mercato internazionale del bricolage e del fai-da-te, al primo posto in Europa e al terzo posto nel mondo.
Il marchio Leroy Merlin è diffuso in prevalenza negli Stati dell'Unione Europea, con maggiore presenza in Francia:
- Francia (114 punti vendita)[quando?];
- Italia (52);
- Spagna (49);
- Polonia (43);
- Portogallo (9);
- Grecia e Cipro (5);
- Romania (4).

È inoltre presente in:
- Brasile (25 punti vendita);
- Russia (108);
- Cina (1);
- Ucraina (1)[3];
- Sudafrica;
- Costa D'Avorio;
- Kazakistan.

### Italia
Nel 1988 l'allora amministratore delegato di Leroy Merlin, Vincent Gentil, organizza un gruppo di lavoro per studiare il mercato italiano al fine di individuare le possibilità di ingresso dell'azienda. Viene quindi creata la filiale italiana di Leroy Merlin, e il primo punto vendita viene aperto nel 1996 a Solbiate Arno, in società con il gruppo Rinascente per l'integrazione dei negozi Bricocenter. Nel 1998 Leroy Merlin Internazional e Bricocenter, sempre in joint venture con la Rinascente, fondano il gruppo italiano SIB - Società Italiana Bricolage S.p.A., di cui Rinascente è proprietaria al 50% tramite CCM S.p.A., mentre il restante 50% è in mano a Leroy Merlin S.A. tramite Brico Finance S.A.
Nel 2004 l'Autorità garante della concorrenza e del mercato autorizza la cessione di Ramo d'azienda di Bricocenter in mano a La Rinascente S.p.A. a SIB, permettendo a Leroy Merlin di controllare direttamente i negozi col suddetto marchio. Nel 2006 il gruppo viene rinominato in Groupe ADEO e nasce l'azionariato italiano del programma "Valadeo". A gennaio del 2009 Leroy Merlin Italia acquista i 31 punti vendita di Castorama (per un importo pari a 615 milioni di €) e nell'arco di 3 anni i negozi vengono trasformati, in base alle dimensioni, in 24 Leroy Merlin e 7 Bricocenter.
Nel 2010 Leroy Merlin Italia rivoluziona la propria gestione della catena di distribuzione introducendo il cross-docking ed eliminando la vendita totale di lampadine non a risparmio energetico. L'anno seguente viene concluso il percorso di integrazione con l'ex Castorama Italia, raggiungendo un totale di 47 punti vendita attivi sul territorio nazionale. Frattanto Leroy Merlin Italia occupa per quattro anni consecutivi il primo posto nella classifica Best Place to Work.
Nel 2015 viene inaugurato il centro logistico centrale di Castel San Giovanni. Nello stesso anno, per anticipare i festeggiamenti del ventennale dell'azienda in Italia, i primo, storico punto vendita di Solbiate Arno viene scelto come negozio Vision, per applicare e sperimentare i programmi di miglioramento dei negozi italiani. Nel settembre 2016, a Corsico viene inaugurato il nuovo concept Leroy Merlin Showroom, punto vendita pilota del passaggio da bricolage a progetto d'investimento.
A marzo 2017, Leroy Merlin Italia Srl ha 48 punti vendita in Italia e un fatturato di 1,5 miliardi di €, con 6720 collaboratori, il 99% dei quali è anche azionista dell'azienda e il 91% a tempo indeterminato. I punti vendita Leroy Merlin hanno superficie da 6000 fino a 17000 m² (il punto vendita di Assago è il più grande d'Italia) e sono situati nelle vicinanze dei grandi agglomerati urbani. Per paragone, nel 2008 Leroy Merlin Italia aveva 2.464 dipendenti distribuiti in 20 negozi e con un fatturato di 0,55 miliardi, mentre nel 2012 la società aveva più che raddoppiato i tre fattori con 1,27 miliardi di fatturato, 5.328 dipendenti e 46 negozi.
Oggi, Leroy Merlin Italia srl risulta ancora l'unica succursale di Leroy Merlin, essendo una società a socio unico, soggetta all'attività di direzione e coordinamento di SIB - Società Italiana Bricolage S.p.A.; essa, infatti, nasce grazie alla necessità di entrare nel mercato italiano tramite l'inglobamento di altre catene esistenti e non tramite investimenti diretti nell'apertura di nuovi punti vendita.
Nel mese di Febbraio del 2021 l'Agcm avvia un'indagine per possibili violazioni del "codice del consumo" (art. 18, lettera b, del Decreto Legislativo 6 settembre 2005, n. 206 e successive modificazioni).
| Regione               | Negozi |
| --------------------- | ------ |
| Abruzzo               | 1      |
| Campania              | 3      |
| Emilia-Romagna        | 4      |
| Friuli-Venezia Giulia | 1      |
| Lazio                 | 7      |
| Liguria               | 1      |
| Lombardia             | 15     |
| Marche                | 1      |
| Piemonte              | 3      |
| Puglia                | 3      |
| Sardegna              | 1      |
| Sicilia               | 4      |
| Toscana               | 2      |
| Umbria                | 1      |
| Veneto                | 5      |

## Controversie
In seguito all'Invasione russa dell'Ucraina del 2022, molte aziende internazionali, in particolare occidentali, hanno sospeso le attività in Russia. Leroy Merlin, tuttavia, l'11 marzo ha annunciato di non avere piani per ridurre le proprie attività in Russia, dove è presente con 143 negozi. Il 17 marzo ha tagliato fuori la sede ucraina dalle comunicazioni aziendali, e ha affermato che avrebbe incrementato le forniture alla Federazione Russa.
Nel 2020, l'azienda ha pagato 35 milioni di dollari di tasse grazie alla propria attività in Russia. L'azienda è stata dunque criticata per contribuire indirettamente allo sforzo bellico russo.
Il 21 marzo 2022, un negozio di Leroy Merlin a Kiev è stato distrutto da un missile russo. Un impiegato è rimasto ucciso per via dell'attacco. Questo ha causato un tweet del Ministero della Difesa ucraino: "LEROY MERLIN became the first company in the world to finance the bombing of its own stores and killing its own employees".
Il 6 Ottobre 2022, Groupe ADEO pubblica un comunicato relativo all'abbandono degli investimenti e importazioni dalla Russia  e dal 2023 cede tutti i negozi al controllo locale abbandonando il suolo russo